# Gaston Eyskens

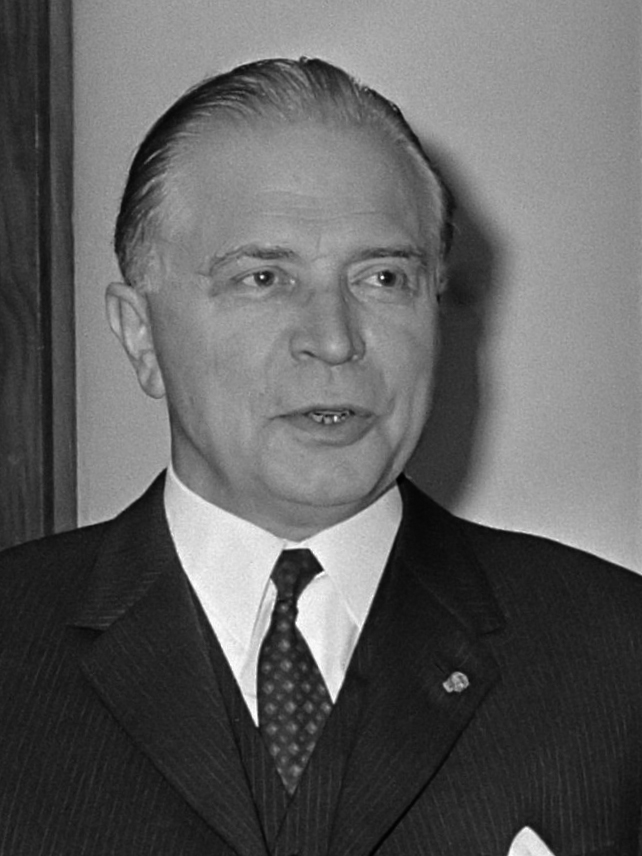
Gaston Eyskens (1969)

Gaston François Marie Eyskens anhörenⓘ (* 1. April 1905 in Lier; † 3. Januar 1988 in Löwen) war ein belgischer Staatsmann und mehrmals Premierminister des Landes.

## Leben
Eyskens war ein Wirtschaftsfachmann, seit 1931 Professor an der Katholischen Universität Löwen und seit 1939 für die belgischen Christsozialen im Parlament. Er war mehrmals Finanzminister (1945, 1947–1949 und 1965–1966) und 1947–1949 Leiter der Internationalen Bank für Wiederaufbau und Entwicklung (IBRD). In den Jahren 1949–1950, 1958–1961 sowie 1968–1973 war er Premierminister von Belgien, wobei er sich insbesondere mit den Konflikten zwischen Flamen und Wallonen und mit der Auseinandersetzung um den ehemaligen König Leopold III. und der Kongo-Frage zu befassen hatte. Er war maßgeblich beteiligt an der Verfassungsreform von 1970, die eine Regionalisierung Belgiens einleitete. Gaston Eyskens war der Vater von Mark Eyskens, der ebenfalls Premierminister Belgiens war.

## Auszeichnungen (Auszug)
- 1959: Großes Goldenes Ehrenzeichen am Bande für Verdienste um die Republik Österreich[1]